# Bruno de Finetti
Bruno de Finetti (ur. 13 czerwca 1906 w Innsbrucku, zm. 20 lipca 1985 w Rzymie) – włoski matematyk, statystyk i filozof nauki, z zawodu aktuariusz.  Rozwijał probabilistykę, badając w szczególności prawdopodobieństwo subiektywne. Był członkiem American Statistical Association.
Jego największym osiągnięciem w dziedzinie statystyki jest twierdzenie znane jako twierdzenie Nagumo-Kołmogorowa-de Finettiego. Znany jest również z kontrowersyjnego stwierdzenia, że „Prawdopodobieństwo nie istnieje” (Probability does not exist), będącego wyrazem sceptycyzmu co do istnienia prawdopodobieństwa w sensie obiektywnym.

## Ważniejsze prace
- Theory of Probability (1974)
- Foresight: its Logical Laws, its Subjective Sources (1967)
- Probabilismo: saggio critico sulla teoria della probabilità e sul valore della scienza (1931)